# Campionato mondiale maschile di pallavolo 2022
Il campionato mondiale maschile di pallavolo 2022 si è svolto dal 26 agosto all'11 settembre 2022 a Gliwice e Katowice, in Polonia, e a Lubiana, in Slovenia: al torneo hanno partecipato ventiquattro squadre nazionali e la vittoria finale è andata per la quarta volta all'Italia.
Originariamente prevista in Russia, la competizione è stata spostata a seguito dell'invasione russa dell'Ucraina.

## Impianti
|                                                                     |                                                               |                                                                     |
|                                                                     |                                                               |                                                                     |
| Gliwice Arena Città: Gliwice Capienza: 13 752 Anno d'apertura: 2018 | Spodek Città: Katowice Capienza: 11 500 Anno d'apertura: 1971 | Arena Stožice Città: Lubiana Capienza: 12 480 Anno d'apertura: 2010 |

## Regolamento

### Formula
La formula ha previsto:
- Fase a gironi, disputata con girone all'italiana: le prime due classificate di ogni girone e le quattro migliori terze hanno acceduto alla fase finale.
- Fase finale, disputata con ottavi di finale (l'ordine è stato definito in base a una classifica combinata, dove Polonia e Slovenia, in quanto nazionali dei paesi organizzatori, in caso di qualificazione, sono classificate rispettivamente come prima e seconda), quarti di finale, semifinali, finale per il terzo posto e finale, giocate con gara unica.

### Criteri di classifica
Se il risultato finale è stato di 3-0 o 3-1 sono stati assegnati 3 punti alla squadra vincente e 0 a quella sconfitta, se il risultato finale è stato di 3-2 sono stati assegnati 2 punti alla squadra vincente e 1 a quella sconfitta.
L'ordine del posizionamento in classifica è stato definito in base a:
- Numero di partite vinte;
- Punti;
- Ratio dei set vinti/persi;
- Ratio dei punti realizzati/subiti;
- Risultati degli scontri diretti.

## Squadre partecipanti
| Squadra     | Qualificazione                                       | Ultima partecipazione    |
| ----------- | ---------------------------------------------------- | ------------------------ |
| Argentina   | 2ª al campionato sudamericano 2021                   | / Italia e Bulgaria 2018 |
| Brasile     | 1ª al campionato sudamericano 2021                   | / Italia e Bulgaria 2018 |
| Bulgaria    | 11ª nel rankings FIVB tra le squadre non qualificate | / Italia e Bulgaria 2018 |
| Camerun     | 2ª al campionato africano 2021                       | / Italia e Bulgaria 2018 |
| Canada      | 2ª al campionato nordamericano 2021                  | / Italia e Bulgaria 2018 |
| Cina        | 12ª nel rankings FIVB tra le squadre non qualificate | / Italia e Bulgaria 2018 |
| Cuba        | 4ª nel rankings FIVB tra le squadre non qualificate  | / Italia e Bulgaria 2018 |
| Egitto      | 9ª nel rankings FIVB tra le squadre non qualificate  | / Italia e Bulgaria 2018 |
| Francia     | 1ª nel rankings FIVB tra le squadre non qualificate  | / Italia e Bulgaria 2018 |
| Germania    | 6ª nel rankings FIVB tra le squadre non qualificate  | Polonia 2014             |
| Giappone    | 2ª al campionato asiatico e oceaniano 2021           | / Italia e Bulgaria 2018 |
| Iran        | 1ª al campionato asiatico e oceaniano 2021           | / Italia e Bulgaria 2018 |
| Italia      | 1ª al campionato europeo 2021                        | / Italia e Bulgaria 2018 |
| Messico     | 7ª nel rankings FIVB tra le squadre non qualificate  | Polonia 2014             |
| Paesi Bassi | 5ª nel rankings FIVB tra le squadre non qualificate  | / Italia e Bulgaria 2018 |
| Polonia     | 1ª al campionato mondiale 2018                       | / Italia e Bulgaria 2018 |
| Porto Rico  | 1ª al campionato nordamericano 2021                  | / Italia e Bulgaria 2018 |
| Qatar       | 10ª nel rankings FIVB tra le squadre non qualificate | Debutto                  |
| Serbia      | 3ª nel rankings FIVB tra le squadre non qualificate  | / Italia e Bulgaria 2018 |
| Slovenia    | 2ª al campionato europeo 2021                        | / Italia e Bulgaria 2018 |
| Stati Uniti | 2ª nel rankings FIVB tra le squadre non qualificate  | / Italia e Bulgaria 2018 |
| Tunisia     | 1ª al campionato africano 2021                       | / Italia e Bulgaria 2018 |
| Turchia     | 8ª nel rankings FIVB tra le squadre non qualificate  | Giappone 1998            |
| Ucraina     | 13ª nel rankings FIVB tra le squadre non qualificate | Giappone 1998            |

## Torneo

### Prima fase
| Girone A   | Girone B | Girone C    | Girone D | Girone E | Girone F    |
| ---------- | -------- | ----------- | -------- | -------- | ----------- |
| Porto Rico | Brasile  | Bulgaria    | Camerun  | Canada   | Argentina   |
| Serbia     | Cuba     | Messico     | Francia  | Cina     | Egitto      |
| Tunisia    | Giappone | Polonia     | Germania | Italia   | Iran        |
| Ucraina    | Qatar    | Stati Uniti | Slovenia | Turchia  | Paesi Bassi |

#### Girone A

##### Risultati
| 27 agosto 2022 Spodek, Katowice Durata: 1h:12 - Spettatori: 1 207 | Tunisia | 3 - 0 | Porto Rico | 25-19, 25-17, 25-20        |
| 27 agosto 2022 Spodek, Katowice Durata: 1h:20 - Spettatori: 1 785 | Ucraina | 0 - 3 | Serbia     | 26-28, 21-25, 20-25        |
| 29 agosto 2022 Spodek, Katowice Durata: 1h:14 - Spettatori: 1 143 | Serbia  | 3 - 0 | Porto Rico | 26-24, 25-21, 25-16        |
| 29 agosto 2022 Spodek, Katowice Durata: 1h:13 - Spettatori: 1 619 | Ucraina | 3 - 0 | Tunisia    | 25-21, 25-19, 25-15        |
| 31 agosto 2022 Spodek, Katowice Durata: 1h:08 - Spettatori: 879   | Serbia  | 3 - 0 | Tunisia    | 29-27, 25-15, 25-17        |
| 31 agosto 2022 Spodek, Katowice Durata: 1h:41 - Spettatori: 1 316 | Ucraina | 3 - 1 | Porto Rico | 24-26, 25-19, 25-16, 25-19 |

##### Classifica
| Pos. | Squadra    | Pt | G | V | P | SV | SP | Ratio | PF  | PS  | Ratio |
| ---- | ---------- | -- | - | - | - | -- | -- | ----- | --- | --- | ----- |
| 1.   | Serbia     | 9  | 3 | 3 | 0 | 9  | 0  | MAX   | 233 | 187 | 1,245 |
| 2.   | Ucraina    | 6  | 3 | 2 | 1 | 6  | 4  | 1,500 | 241 | 213 | 1,131 |
| 3.   | Tunisia    | 3  | 3 | 1 | 2 | 3  | 6  | 0,500 | 189 | 210 | 0,900 |
| 4.   | Porto Rico | 0  | 3 | 0 | 3 | 1  | 9  | 0,111 | 197 | 250 | 0,788 |

      Qualificata agli ottavi di finale.

#### Girone B

##### Risultati
| 26 agosto 2022 Arena Stožice, Lubiana Durata: 2h:12 - Spettatori: 350 | Brasile  | 3 - 2 | Cuba     | 31-33, 21-25, 25-16, 25-17, 18-16 |
| 26 agosto 2022 Arena Stožice, Lubiana Durata: 1h:21 - Spettatori: 100 | Giappone | 3 - 0 | Qatar    | 25-20, 25-18, 25-15               |
| 28 agosto 2022 Arena Stožice, Lubiana Durata: 1h:35 - Spettatori: 450 | Cuba     | 3 - 1 | Qatar    | 25-21, 25-21, 22-25, 25-19        |
| 28 agosto 2022 Arena Stožice, Lubiana Durata: 1h:14 - Spettatori: 550 | Brasile  | 3 - 0 | Giappone | 25-21, 25-18, 25-16               |
| 30 agosto 2022 Arena Stožice, Lubiana Durata: 1h:17 - Spettatori: 180 | Brasile  | 3 - 0 | Qatar    | 25-13, 25-23, 26-24               |
| 30 agosto 2022 Arena Stožice, Lubiana Durata: 1h:31 - Spettatori: 300 | Giappone | 3 - 1 | Cuba     | 25-18, 21-25, 25-15, 25-19        |

##### Classifica
| Pos. | Squadra  | Pt | G | V | P | SV | SP | Ratio | PF  | PS  | Ratio |
| ---- | -------- | -- | - | - | - | -- | -- | ----- | --- | --- | ----- |
| 1.   | Brasile  | 8  | 3 | 3 | 0 | 9  | 2  | 4,500 | 271 | 222 | 1,220 |
| 2.   | Giappone | 6  | 3 | 2 | 1 | 6  | 4  | 1,500 | 226 | 205 | 1,102 |
| 3.   | Cuba     | 4  | 3 | 1 | 2 | 6  | 7  | 0,857 | 281 | 302 | 0,930 |
| 4.   | Qatar    | 0  | 3 | 0 | 3 | 1  | 9  | 0,111 | 199 | 248 | 0,802 |

      Qualificata agli ottavi di finale.

#### Girone C

##### Risultati
| 26 agosto 2022 Spodek, Katowice Durata: 1h:15 - Spettatori: 4 299 | Stati Uniti | 3 - 0 | Messico     | 25-18, 25-20, 25-12               |
| 26 agosto 2022 Spodek, Katowice Durata: 1h:12 - Spettatori: 8 969 | Polonia     | 3 - 0 | Bulgaria    | 25-12, 25-20, 25-20               |
| 28 agosto 2022 Spodek, Katowice Durata: 1h:25 - Spettatori: 5 896 | Stati Uniti | 3 - 0 | Bulgaria    | 25-20, 25-23, 26-24               |
| 28 agosto 2022 Spodek, Katowice Durata: 1h:07 - Spettatori: 9 087 | Polonia     | 3 - 0 | Messico     | 25-17, 25-14, 25-19               |
| 30 agosto 2022 Spodek, Katowice Durata: 2h:08 - Spettatori: 3 661 | Messico     | 3 - 2 | Bulgaria    | 20-25, 25-20, 25-23, 23-25, 18-16 |
| 30 agosto 2022 Spodek, Katowice Durata: 1h:48 - Spettatori: 9 471 | Polonia     | 3 - 1 | Stati Uniti | 23-25, 25-21, 25-19, 25-21        |

##### Classifica
| Pos. | Squadra     | Pt | G | V | P | SV | SP | Ratio | PF  | PS  | Ratio |
| ---- | ----------- | -- | - | - | - | -- | -- | ----- | --- | --- | ----- |
| 1.   | Polonia     | 9  | 3 | 3 | 0 | 9  | 1  | 9,000 | 248 | 188 | 1,319 |
| 2.   | Stati Uniti | 6  | 3 | 2 | 1 | 7  | 3  | 2,333 | 237 | 215 | 1,102 |
| 3.   | Messico     | 2  | 3 | 1 | 2 | 3  | 8  | 0,375 | 211 | 259 | 0,814 |
| 4.   | Bulgaria    | 1  | 3 | 0 | 3 | 2  | 9  | 0,222 | 228 | 262 | 0,870 |

      Qualificata agli ottavi di finale.

#### Girone D

##### Risultati
| 26 agosto 2022 Arena Stožice, Lubiana Durata: 1h:25 - Spettatori: 800    | Francia  | 3 - 0 | Germania | 25-22, 28-26, 26-24              |
| 26 agosto 2022 Arena Stožice, Lubiana Durata: 1h:16 - Spettatori: 6 986  | Slovenia | 3 - 0 | Camerun  | 25-19, 25-23, 25-21              |
| 28 agosto 2022 Arena Stožice, Lubiana Durata: 1h:17 - Spettatori: 1 150  | Germania | 3 - 0 | Camerun  | 30-28, 25-14, 25-19              |
| 28 agosto 2022 Arena Stožice, Lubiana Durata: 2h:10 - Spettatori: 11 112 | Francia  | 3 - 2 | Slovenia | 25-21, 22-25, 23-25, 34-32, 15-7 |
| 30 agosto 2022 Arena Stožice, Lubiana Durata: 1h:03 - Spettatori: 1 100  | Francia  | 3 - 0 | Camerun  | 25-19, 25-19, 25-22              |
| 30 agosto 2022 Arena Stožice, Lubiana Durata: 1h:12 - Spettatori: 10 950 | Slovenia | 3 - 0 | Germania | 25-16, 25-22, 25-17              |

##### Classifica
| Pos. | Squadra  | Pt | G | V | P | SV | SP | Ratio | PF  | PS  | Ratio |
| ---- | -------- | -- | - | - | - | -- | -- | ----- | --- | --- | ----- |
| 1.   | Francia  | 8  | 3 | 3 | 0 | 9  | 2  | 4,500 | 273 | 242 | 1,128 |
| 2.   | Slovenia | 7  | 3 | 2 | 1 | 8  | 3  | 2,666 | 260 | 237 | 1,097 |
| 3.   | Germania | 3  | 3 | 1 | 2 | 3  | 6  | 0,500 | 207 | 215 | 0,962 |
| 4.   | Camerun  | 0  | 3 | 0 | 3 | 0  | 9  | 0,000 | 184 | 230 | 0,800 |

      Qualificata agli ottavi di finale.

#### Girone E

##### Risultati
| 27 agosto 2022 Arena Stožice, Lubiana Durata: 1h:00 - Spettatori: 90  | Turchia | 3 - 0 | Cina    | 25-15, 25-19, 25-14 |
| 27 agosto 2022 Arena Stožice, Lubiana Durata: 1h:26 - Spettatori: 620 | Italia  | 3 - 0 | Canada  | 25-13, 25-18, 39-37 |
| 29 agosto 2022 Arena Stožice, Lubiana Durata: 1h:21 - Spettatori: 100 | Canada  | 3 - 0 | Cina    | 25-23, 25-21, 25-23 |
| 29 agosto 2022 Arena Stožice, Lubiana Durata: 1h:19 - Spettatori: 320 | Italia  | 3 - 0 | Turchia | 25-18, 25-20, 25-22 |
| 31 agosto 2022 Arena Stožice, Lubiana Durata: 1h:25 - Spettatori: 100 | Canada  | 0 - 3 | Turchia | 23-25, 23-25, 17-25 |
| 31 agosto 2022 Arena Stožice, Lubiana Durata: 0h:59 - Spettatori: 450 | Italia  | 3 - 0 | Cina    | 25-14, 25-10, 25-14 |

##### Classifica
| Pos. | Squadra | Pt | G | V | P | SV | SP | Ratio | PF  | PS  | Ratio |
| ---- | ------- | -- | - | - | - | -- | -- | ----- | --- | --- | ----- |
| 1.   | Italia  | 9  | 3 | 3 | 0 | 9  | 0  | MAX   | 239 | 166 | 1,439 |
| 2.   | Turchia | 6  | 3 | 2 | 1 | 6  | 3  | 2,000 | 210 | 186 | 1,129 |
| 3.   | Canada  | 3  | 3 | 1 | 2 | 3  | 6  | 0,500 | 206 | 231 | 0,891 |
| 4.   | Cina    | 0  | 3 | 0 | 3 | 0  | 9  | 0,000 | 153 | 225 | 0,680 |

      Qualificata agli ottavi di finale.

#### Girone F

##### Risultati
| 27 agosto 2022 Arena Stožice, Lubiana Durata: 1h:10 - Spettatori: 130 | Paesi Bassi | 3 - 0 | Egitto      | 25-17, 25-22, 25-16               |
| 27 agosto 2022 Arena Stožice, Lubiana Durata: 2h:39 - Spettatori: 600 | Argentina   | 2 - 3 | Iran        | 25-22, 28-30, 18-25, 34-32, 19-21 |
| 29 agosto 2022 Arena Stožice, Lubiana Durata: 2h:04 - Spettatori: 150 | Argentina   | 2 - 3 | Paesi Bassi | 30-28, 25-20, 21-25, 25-27, 9-15  |
| 29 agosto 2022 Arena Stožice, Lubiana Durata: 1h:42 - Spettatori: 150 | Iran        | 3 - 1 | Egitto      | 25-14, 25-19, 22-25, 26-24        |
| 31 agosto 2022 Arena Stožice, Lubiana Durata: 2h:03 - Spettatori: 100 | Argentina   | 3 - 2 | Egitto      | 27-25, 26-28, 24-26, 25-17, 15-6  |
| 31 agosto 2022 Arena Stožice, Lubiana Durata: 1h:36 - Spettatori: 350 | Iran        | 1 - 3 | Paesi Bassi | 22-25, 25-21, 20-25, 18-25        |

##### Classifica
| Pos. | Squadra     | Pt | G | V | P | SV | SP | Ratio | PF  | PS  | Ratio |
| ---- | ----------- | -- | - | - | - | -- | -- | ----- | --- | --- | ----- |
| 1.   | Paesi Bassi | 8  | 3 | 3 | 0 | 9  | 3  | 3,000 | 286 | 250 | 1,144 |
| 2.   | Iran        | 5  | 3 | 2 | 1 | 7  | 6  | 1,166 | 313 | 302 | 1,036 |
| 3.   | Argentina   | 4  | 3 | 1 | 2 | 7  | 8  | 0,875 | 351 | 347 | 1,011 |
| 4.   | Egitto      | 1  | 3 | 0 | 3 | 3  | 9  | 0,333 | 239 | 290 | 0,824 |

      Qualificata agli ottavi di finale.

#### Classifica combinata
| Pos.    | Squadra     | Pt | G | V | P | SV | SP | Ratio | PF  | PS  | Ratio |
| ------- | ----------- | -- | - | - | - | -- | -- | ----- | --- | --- | ----- |
| 1. (3.) | Italia      | 9  | 3 | 3 | 0 | 9  | 0  | MAX   | 239 | 166 | 1,439 |
| 2. (4.) | Serbia      | 9  | 3 | 3 | 0 | 9  | 0  | MAX   | 233 | 187 | 1,245 |
| 3. (1.) | Polonia     | 9  | 3 | 3 | 0 | 9  | 1  | 9,000 | 248 | 188 | 1,319 |
| 4. (5.) | Brasile     | 8  | 3 | 3 | 0 | 9  | 2  | 4,500 | 271 | 222 | 1,220 |
| 5. (6.) | Francia     | 8  | 3 | 3 | 0 | 9  | 2  | 4,500 | 273 | 242 | 1,128 |
| 6. (7.) | Paesi Bassi | 8  | 3 | 3 | 0 | 9  | 3  | 3,000 | 286 | 250 | 1,144 |
| 7. (2.) | Slovenia    | 7  | 3 | 2 | 1 | 8  | 3  | 2,666 | 260 | 237 | 1,097 |
| 8.      | Stati Uniti | 6  | 3 | 2 | 1 | 7  | 3  | 2,333 | 237 | 215 | 1,102 |
| 9.      | Turchia     | 6  | 3 | 2 | 1 | 6  | 3  | 2,000 | 210 | 186 | 1,129 |
| 10.     | Ucraina     | 6  | 3 | 2 | 1 | 6  | 4  | 1,500 | 241 | 213 | 1,131 |
| 11.     | Giappone    | 6  | 3 | 2 | 1 | 6  | 4  | 1,500 | 226 | 205 | 1,102 |
| 12.     | Iran        | 5  | 3 | 2 | 1 | 7  | 6  | 1,166 | 313 | 302 | 1,036 |
| 13.     | Argentina   | 4  | 3 | 1 | 2 | 7  | 8  | 0,875 | 351 | 347 | 1,011 |
| 14.     | Cuba        | 4  | 3 | 1 | 2 | 6  | 7  | 0,857 | 281 | 302 | 0,930 |
| 15.     | Germania    | 3  | 3 | 1 | 2 | 3  | 6  | 0,500 | 207 | 215 | 0,962 |
| 16.     | Tunisia     | 3  | 3 | 1 | 2 | 3  | 6  | 0,500 | 189 | 210 | 0,900 |
| 17.     | Canada      | 3  | 3 | 1 | 2 | 3  | 6  | 0,500 | 206 | 231 | 0,891 |
| 18.     | Messico     | 2  | 3 | 1 | 2 | 3  | 8  | 0,375 | 211 | 259 | 0,814 |
| 19.     | Egitto      | 1  | 3 | 0 | 3 | 3  | 9  | 0,333 | 239 | 290 | 0,824 |
| 20.     | Bulgaria    | 1  | 3 | 0 | 3 | 2  | 9  | 0,222 | 228 | 262 | 0,870 |
| 21.     | Qatar       | 0  | 3 | 0 | 3 | 1  | 9  | 0,111 | 199 | 248 | 0,802 |
| 22.     | Porto Rico  | 0  | 3 | 0 | 3 | 1  | 9  | 0,111 | 197 | 250 | 0,788 |
| 23.     | Camerun     | 0  | 3 | 0 | 3 | 0  | 9  | 0,000 | 184 | 230 | 0,800 |
| 24.     | Cina        | 0  | 3 | 0 | 3 | 0  | 9  | 0,000 | 153 | 225 | 0,680 |

### Fase finale
|  | Ottavi di finale | Ottavi di finale | Ottavi di finale |  |  | Quarti di finale | Quarti di finale | Quarti di finale |  |   | Semifinali | Semifinali | Semifinali |   |                 | Finale          | Finale          | Finale |
|  |                  |                  |                  |  |  |                  |                  |                  |  |   |            |            |            |   |                 |                 |                 |        |
|  | 1                | Polonia          | 3                |  |  |                  |                  |                  |  |   |            |            |            |   |                 |                 |                 |        |
|  | 1                | Polonia          | 3                |  |  |                  |                  |                  |  |   |            |            |            |   |                 |                 |                 |        |
|  | 16               | Tunisia          | 0                |  |  | 1                | Polonia          | 3                |  |   |            |            |            |   |                 |                 |                 |        |
|  | 16               | Tunisia          | 0                |  |  | 1                | Polonia          | 3                |  |   |            |            |            |   |                 |                 |                 |        |
|  | 8                | Stati Uniti      | 3                |  |  | 8                | Stati Uniti      | 2                |  |   |            |            |            |   |                 |                 |                 |        |
|  | 8                | Stati Uniti      | 3                |  |  | 8                | Stati Uniti      | 2                |  |   |            |            |            |   |                 |                 |                 |        |
|  | 9                | Turchia          | 2                |  |  |                  |                  |                  |  | 1 | Polonia    | 3          |            |   |                 |                 |                 |        |
|  | 9                | Turchia          | 2                |  |  |                  |                  |                  |  | 1 | Polonia    | 3          |            |   |                 |                 |                 |        |
|  | 4                | Serbia           | 0                |  |  |                  |                  |                  |  |   | 5          | Brasile    | 2          |   |                 |                 |                 |        |
|  | 4                | Serbia           | 0                |  |  |                  |                  |                  |  |   | 5          | Brasile    | 2          |   |                 |                 |                 |        |
|  | 13               | Argentina        | 3                |  |  | 13               | Argentina        | 1                |  |   |            |            |            |   |                 |                 |                 |        |
|  | 13               | Argentina        | 3                |  |  |                  |                  | 1                |  |   |            |            |            |   |                 |                 |                 |        |
|  | 5                | Brasile          | 3                |  |  | 5                | Brasile          | 3                |  |   |            |            |            |   |                 |                 |                 |        |
|  | 5                | Brasile          | 3                |  |  |                  |                  |                  |  |   |            |            |            |   |                 |                 |                 |        |
|  | 12               | Iran             | 0                |  |  |                  |                  |                  |  |   |            |            |            |   | 1               | Polonia         | 1               |        |
|  | 12               | Iran             | 0                |  |  |                  |                  |                  |  |   |            |            |            |   | 1               | Polonia         | 1               |        |
|  | 2                | Slovenia         | 3                |  |  |                  |                  |                  |  |   |            |            |            |   |                 | 3               | Italia          | 3      |
|  | 2                | Slovenia         | 3                |  |  |                  |                  |                  |  |   |            |            |            |   |                 | 3               | Italia          | 3      |
|  | 15               | Germania         | 1                |  |  | 2                | Slovenia         | 3                |  |   |            |            |            |   |                 |                 |                 |        |
|  | 15               | Germania         | 1                |  |  |                  |                  |                  |  |   |            |            |            |   |                 |                 |                 |        |
|  | 7                | Paesi Bassi      | 0                |  |  | 10               | Ucraina          | 1                |  |   |            |            |            |   | Finale 3° posto | Finale 3° posto | Finale 3° posto |        |
|  | 7                | Paesi Bassi      | 0                |  |  |                  |                  | 1                |  |   |            |            |            |   |                 |                 |                 |        |
|  | 10               | Ucraina          | 3                |  |  |                  |                  |                  |  | 2 | Slovenia   | 0          |            | 5 | Brasile         | 3               |                 |        |
|  | 10               | Ucraina          | 3                |  |  |                  |                  |                  |  | 2 | Slovenia   | 0          |            | 5 | Brasile         | 3               |                 |        |
|  | 3                | Italia           | 3                |  |  |                  |                  |                  |  |   | 3          | Italia     | 3          |   |                 | 2               | Slovenia        | 1      |
|  | 3                | Italia           | 3                |  |  |                  |                  |                  |  |   | 3          | Italia     | 3          |   |                 | 2               | Slovenia        | 1      |
|  | 14               | Cuba             | 1                |  |  | 3                | Italia           | 3                |  |   |            |            |            |   |                 |                 |                 |        |
|  | 14               | Cuba             | 1                |  |  | 3                | Italia           | 3                |  |   |            |            |            |   |                 |                 |                 |        |
|  | 6                | Francia          | 3                |  |  | 6                | Francia          | 2                |  |   |            |            |            |   |                 |                 |                 |        |
|  | 6                | Francia          | 3                |  |  | 6                | Francia          | 2                |  |   |            |            |            |   |                 |                 |                 |        |
|  | 11               | Giappone         | 2                |  |  |                  |                  |                  |  |   |            |            |            |   |                 |                 |                 |        |
|  | 11               | Giappone         | 2                |  |  |                  |                  |                  |  |   |            |            |            |   |                 |                 |                 |        |

#### Ottavi di finale
| 3 settembre 2022 Arena Stožice, Lubiana Durata: 1h:40 - Spettatori: 11 000 | Slovenia    | 3 - 1 | Germania  | 25-18, 25-19, 21-25, 25-22        |
| 3 settembre 2022 Arena Stožice, Lubiana Durata: 1h:42 - Spettatori: 3 250  | Italia      | 3 - 1 | Cuba      | 25-21, 21-25, 26-24, 25-18        |
| 4 settembre 2022 Gliwice Arena, Gliwice Durata: 2h:16 - Spettatori: 6 836  | Stati Uniti | 3 - 2 | Turchia   | 25-21, 25-17, 22-25, 19-25, 15-12 |
| 4 settembre 2022 Gliwice Arena, Gliwice Durata: 1h:14 - Spettatori: 10 895 | Polonia     | 3 - 0 | Tunisia   | 25-20, 25-15, 25-20               |
| 5 settembre 2022 Arena Stožice, Lubiana Durata: 1h:08 - Spettatori: 2 400  | Paesi Bassi | 0 - 3 | Ucraina   | 16-25, 19-25, 18-25               |
| 5 settembre 2022 Arena Stožice, Lubiana Durata: 2h:03 - Spettatori: 2 500  | Francia     | 3 - 2 | Giappone  | 25-17, 21-25, 26-24, 22-25, 18-16 |
| 6 settembre 2022 Gliwice Arena, Gliwice Durata: 1h:15 - Spettatori: 1 645  | Serbia      | 0 - 3 | Argentina | 23-25, 21-25, 23-25               |
| 6 settembre 2022 Gliwice Arena, Gliwice Durata: 1h:14 - Spettatori: 1 944  | Brasile     | 3 - 0 | Iran      | 25-17, 25-22, 25-23               |

#### Quarti di finale
| 7 settembre 2022 Arena Stožice, Lubiana Durata: 2h:04 - Spettatori: 3 500  | Italia    | 3 - 2 | Francia     | 24-26, 25-21, 23-25, 25-22, 15-12 |
| 7 settembre 2022 Arena Stožice, Lubiana Durata: 1h:47 - Spettatori: 11 200 | Slovenia  | 3 - 1 | Ucraina     | 18-25, 26-24, 25-19, 25-23        |
| 8 settembre 2022 Gliwice Arena, Gliwice Durata: 1h:44 - Spettatori: 6 583  | Argentina | 1 - 3 | Brasile     | 16-25, 25-23, 22-25, 21-25        |
| 8 settembre 2022 Gliwice Arena, Gliwice Durata: 2h:15 - Spettatori: 12 258 | Polonia   | 3 - 2 | Stati Uniti | 25-20, 27-25, 21-25, 22-25, 15-12 |

#### Semifinali
| 10 settembre 2022 Spodek, Katowice Durata: 2h:16 - Spettatori: 9 056 | Polonia | 3 - 2 | Brasile  | 23-25, 25-18, 25-20, 21-25, 15-12 |
| 10 settembre 2022 Spodek, Katowice Durata: 1h:24 - Spettatori: 8 500 | Italia  | 3 - 0 | Slovenia | 25-21, 25-22, 25-21               |

#### Finale 3º posto
| 11 settembre 2022 Spodek, Katowice Durata: 1h:47 - Spettatori: 6 886 | Brasile | 3 - 1 | Slovenia | 25-18, 25-18, 22-25, 25-18 |

#### Finale
| 11 settembre 2022 Spodek, Katowice Durata: 1h:53 - Spettatori: 9 639 | Polonia | 1 - 3 | Italia | 25-22, 21-25, 18-25, 20-25 |

## Classifica finale
| Pos | Squadra     | Rosa |
| --- | ----------- | --- |
|     | Italia      | Formazione: 1 Pinali, 3 Recine, 5 Michieletto, 6 Giannelli, 7 Balaso, 8 Sbertoli, 12 Bottolo, 14 Galassi, 15 Lavia, 16 Romanò, 17 Anzani, 19 Russo, 24 Scanferla, 30 Mosca, CT: De Giorgi                     |
|     | Polonia     | Formazione: 3 Popiwczak, 5 Kaczmarek, 6 Kurek, 7 Kłos, 12 Łomacz, 14 Śliwka, 15 Kochanowski, 16 Semeniuk, 17 Zatorski, 18 Kwolek, 19 Janusz, 20 Bieniek, 21 Fornal, 72 Poręba, CT: Grbić                      |
|     | Brasile     | Formazione: 1 de Rezende, 6 Cavalcante, 8 de Souza, 9 Leal, 11 Leão, 14 Kreling, 15 Nascimento, 16 Saatkamp, 17 Hoss, 18 Lucarelli, 19 dos Santos, 21 Roque, 23 Gualberto, 28 D. de Souza, CT: Dal Zotto      |
| 4.  | Slovenia    | Formazione: 1 T. Štern, 2 Pajenk, 4 Kozamernik, 6 Gasparini, 9 Vinčić, 10 Štalekar, 11 Koncilja, 12 Klobučar, 13 Kovačič, 14 Ž. Štern, 16 Ropret, 17 Urnaut, 18 Čebulj, 19 Možič, CT: Crețu                   |
| 5.  | Francia     | Formazione: 1 Chinenyeze, 2 Grebennikov, 4 Patry, 6 Toniutti, 7 Tillie, 9 N'Gapeth, 11 Brizard, 12 Boyer, 14 Le Goff, 15 Henry, 17 Clévenot, 19 Louati, 20 Diez, 25 Jouffroy, CT: Giani                       |
| 6.  | Stati Uniti | Formazione: 1 Anderson, 2 A. Russell, 4 Jendryk, 5 Ensing, 8 DeFalco, 11 Christenson, 15 K. Russell, 16 Tuaniga, 18 Muagututia, 19 Averill, 20 Smith, 21 Briggs, 22 Shoji, 23 Kessel, CT: Speraw              |
| 7.  | Ucraina     | Formazione: 1 Polujan, 2 Drozd, 4 Ševčenko, 5 Plotnyc'kyj, 7 Brova, 9 Ostapenko, 10 Semenjuk, 12 Fomin, 13 Tupčij, 14 Koval'ov, 15 Ščytkov, 19 Kanajev, 21 Kisiliuk, 22 Synycja, CT: Krastiņš                 |
| 8.  | Argentina   | Formazione: 1 Sánchez, 3 Martínez, 4 Gallego, 7 Conte, 8 Loser, 9 Danani, 12 Lima, 13 Palacios, 15 De Cecco, 16 Palonsky, 17 Vicentín, 18 Ramos, 22 Zerba, 25 Kukartsev, CT: Méndez                           |
| 9.  | Serbia      | Formazione: 2 Kovačević, 4 Petrić, 5 Katić, 6 Peković, 7 Krsmanović, 8 Ivović, 9 Jovović, 12 Perić, 14 Atanasijević, 15 Mašulović, 18 Podraščanin, 20 Lisinac, 21 Todorović, 33 Petković, CT: Kolaković       |
| 10. | Paesi Bassi | Formazione: 2 Keemink, 3 van Garderen, 4 ter Horst, 5 van der Ent, 7 Jorna, 8 Plak, 12 Tuinstra, 13 Bleeker, 14 Abdel-Aziz, 16 ter Maat, 17 Parkinson, 18 Andringa, 19 de Weijer, 22 Wiltenburg, CT: Piazza   |
| 11. | Turchia     | Formazione: 3 Toy, 5 Güngör, 6 Bostan, 8 Subaşı, 9 M. Lagumdžija, 10 Ekşi, 12 A. Lagumdžija, 14 Güneş, 19 Bayraktar, 24 Tümer, 25 Gürbüz, 53 Döne, 66 Ulu, 77 Bülbül, CT: Özbey                               |
| 12. | Giappone    | Formazione: 1 Nishida, 2 Onodera, 5 Ōtsuka, 6 Yamauchi, 7 Takanashi, 8 Sekita, 9 Oya, 12 Takahashi, 13 Ogawa, 14 Ishikawa, 16 Miyaura, 20 Yamamoto, 23 Sato, 26 Murayama, CT: Blain                           |
| 13. | Iran        | Formazione: 1 Jelveh, 2 Ebadipour, 5 Toukhteh, 7 Homayonfarmanesh, 8 Hazratpour, 9 Moazzen, 11 Kazemi, 12 Esfandiar, 14 Manavinezhad, 15 Mojarad, 17 Esmaeilnezhad, 18 Vadi, 24 Karimi, 49 Sharifi, CT: Ataei |
| 14. | Cuba        | Formazione: 2 Melgarejo, 4 Sánchez, 5 Concepción, 7 García, 9 Osoria, 10 M. Gutiérrez, 11 Taboada, 12 Herrera, 13 Simón, 14 Goide, 18 López, 22 J. Gutiérrez, 23 Yant, 24 Gourguet, CT: Vives                 |
| 15. | Germania    | Formazione: 1 Fromm, 3 Schott, 5 Reichert, 7 Sossenheimer, 10 Zenger, 11 Kampa, 14 Karlitzek, 17 Zimmermann, 18 Krage, 20 Weber, 21 Krick, 22 Brand, 25 Maase, 45 Günthör, CT: Winiarski                      |
| 16. | Tunisia     | Formazione: 2 Kadhi, 3 Ben Slimene, 6 Miladi, 7 Karamosli, 8 Abdelhedi, 9 Agrebi, 10 Nagga, 12 Bennour, 13 Mbarki, 16 Ben Tahar, 18 Bongui, 19 Bouguerra, 20 Hmissi, 21 Korbosli, CT: Giacobbe                |
| 17. | Canada      | Formazione: 3 Epp, 4 Hoag, 5 Loeppky, 7 Maar, 8 Walsh, 10 Sclater, 11 Eshenko, 12 Van Berkel, 17 Barnes, 19 Hofer, 20 Szwarc, 21 Howe, 22 Marshall, 24 Elser, CT: Josephson                                   |
| 18. | Messico     | Formazione: 1 J. Mendoza, 3 Bravo, 4 Ferrán, 6 J. López, 7 González, 8 E. Mendoza, 9 Téllez, 12 Fuentes, 14 Martínez, 15 Aranda, 16 Chávez, 18 Sanay, 20 Hernández, 21 B. López, CT: Azair                    |
| 19. | Egitto      | Formazione: 1 El-Sayed, 5 Seoudy, 6 Hassan, 8 Elhossiny, 10 Masoud, 11 Ramadan, 12 Abdalla, 13 Khater, 15 Kotb, 17 Haikal, 18 Shafik, 22 Issa, 23 Omar, 25 Ali, CT: Vermeulen                                 |
| 20. | Bulgaria    | Formazione: 1 Karjagin, 2 Chavdarov, 3 Kolev, 4 Atanasov, 5 Gocev, 7 Dimitrov, 8 Skrimov, 9 Seganov, 11 Grozdanov, 14 Asparuhov, 16 V. Ivanov, 18 S. Ivanov, 19 Sokolov, 23 Nikolov, CT: Željazkov            |
| 21. | Qatar       | Formazione: 1 Oughlaf, 3 Mahmoud, 4 Ribeiro, 5 Saad, 6 Đukić, 7 Abunabot, 9 Stevanović, 10 Sadikh, 11 Vasić, 12 Dahi, 14 Hassanein, 16 Ibrahim, 17 Noaman, 21 Wagihalla, CT: Soto                             |
| 22. | Porto Rico  | Formazione: 2 Lawrence, 3 Hoyos, 4 Del Valle, 5 Nieves, 6 Torres, 7 Iglesias, 8 López, 9 Molina, 12 Cabrera, 13 Nido, 14 Vargas, 15 Rodríguez, 17 Alomar, 18 Elías, CT: Antonetti                             |
| 23. | Camerun     | Formazione: 1 Badawe, 2 Awal, 3 Amabaya, 5 Kofane, 6 Dolegombai, 9 Bitouna, 10 Sali, 11 Deffo, 12 Bassoko, 14 Kavogo, 15 Kody, 18 Djam, 20 Voukeng, 22 Tanga, CT: Nanga                                       |
| 24. | Cina        | Formazione: 1 Dai, 4 Yang Y.m., 5 Zhang B., 6 Yu Y.t., 7 Yu Y.c., 8 Yang T.y., 9 Li, 10 Liu, 12 Zhang Z.j., 15 Peng, 19 Zhang G.h., 21 Miao, 22 Zhang J.y., 27 Wang, CT: Wu                                   |

## Premi individuali
| Premio                | Nome             | Squadra |
| --------------------- | ---------------- | ------- |
| MVP                   | Simone Giannelli | Italia  |
| Miglior palleggiatore | Simone Giannelli | Italia  |
| Miglior opposto       | Bartosz Kurek    | Polonia |
| Miglior schiacciatore | Yoandy Leal      | Brasile |
| Miglior schiacciatore | Kamil Semeniuk   | Polonia |
| Miglior centrale      | Mateusz Bieniek  | Polonia |
| Miglior centrale      | Gianluca Galassi | Italia  |
| Miglior libero        | Fabio Balaso     | Italia  |

## Statistiche
| Rendimento individuale | Rendimento individuale | Rendimento individuale | Rendimento individuale |
| Pos.                   | Nome                   | Punti                  | Squadra                |
| ---------------------- | ---------------------- | ---------------------- | ---------------------- |
| 1                      | Yoandy Leal            | 125                    | Brasile                |
| 2                      | Klemen Čebulj          | 114                    | Slovenia               |
| 3                      | Daniele Lavia          | 103                    | Italia                 |
| 4                      | Bartosz Kurek          | 100                    | Polonia                |
| 5                      | Wallace de Souza       | 97                     | Brasile                |
| 5                      | Yuri Romanò            | 97                     | Italia                 |
| 7                      | Nimir Abdel-Aziz       | 95                     | Paesi Bassi            |
| 8                      | Oleh Plotnyc'kyj       | 91                     | Ucraina                |
| 9                      | Kamil Semeniuk         | 87                     | Polonia                |
| 10                     | Adis Lagumdžija        | 86                     | Turchia                |
| 10                     | Bruno Lima             | 86                     | Argentina              |

| Attacchi vincenti | Attacchi vincenti | Attacchi vincenti | Attacchi vincenti |
| Pos.              | Nome              | Punti             | Squadra           |
| ----------------- | ----------------- | ----------------- | ----------------- |
| 1                 | Yoandy Leal       | 107               | Brasile           |
| 2                 | Klemen Čebulj     | 95                | Slovenia          |
| 3                 | Daniele Lavia     | 91                | Italia            |
| 4                 | Wallace de Souza  | 85                | Brasile           |
| 4                 | Bartosz Kurek     | 85                | Polonia           |
| 6                 | Yuri Romanò       | 82                | Italia            |
| 7                 | Bruno Lima        | 78                | Argentina         |
| 8                 | Adis Lagumdžija   | 77                | Turchia           |
| 9                 | Nimir Abdel-Aziz  | 76                | Paesi Bassi       |
| 10                | Jesús Herrera     | 72                | Cuba              |
| 10                | Kamil Semeniuk    | 72                | Polonia           |

| Muri vincenti | Muri vincenti     | Muri vincenti | Muri vincenti |
| Pos.          | Nome              | Punti         | Squadra       |
| ------------- | ----------------- | ------------- | ------------- |
| 1             | Agustín Loser     | 17            | Argentina     |
| 2             | Lucas Saatkamp    | 16            | Brasile       |
| 2             | Flávio Gualberto  | 16            | Brasile       |
| 2             | Mateusz Bieniek   | 16            | Polonia       |
| 5             | Jan Kozamernik    | 15            | Slovenia      |
| 6             | Klemen Čebulj     | 13            | Slovenia      |
| 6             | Maksym Drozd      | 13            | Ucraina       |
| 8             | Gianluca Galassi  | 12            | Italia        |
| 8             | Simone Anzani     | 12            | Italia        |
| 10            | Robertlandy Simón | 11            | Cuba          |
| 10            | Taishi Onodera    | 11            | Giappone      |
| 10            | Alen Pajenk       | 11            | Slovenia      |

| Battute vincenti | Battute vincenti        | Battute vincenti | Battute vincenti |
| Pos.             | Nome                    | Punti            | Squadra          |
| ---------------- | ----------------------- | ---------------- | ---------------- |
| 1                | Oleh Plotnyc'kyj        | 18               | Ucraina          |
| 2                | Nimir Abdel-Aziz        | 12               | Paesi Bassi      |
| 3                | Mateusz Bieniek         | 11               | Polonia          |
| 4                | Yoandy Leal             | 10               | Brasile          |
| 4                | Kamil Semeniuk          | 10               | Polonia          |
| 4                | Tonček Štern            | 10               | Slovenia         |
| 7                | Lucas Saatkamp          | 9                | Brasile          |
| 7                | Jesús Herrera           | 9                | Cuba             |
| 9                | Earvin N'Gapeth         | 8                | Francia          |
| 9                | Bartosz Kurek           | 8                | Polonia          |
| 9                | Jakub Kochanowski       | 8                | Polonia          |
| 9                | Aleksandar Atanasijević | 8                | Serbia           |